# Marasmius tageticolor
Marasmius tageticolor, syn. Chamaeceras tageticolor, ist eine Pilzart aus der Familie der Schwindlingsverwandten.

## Beschreibung und Merkmale
Von Miles Joseph Berkeley im Jahre 1856 in einer Sammlung von Exponaten aus Brasilien erstbeschrieben handelt es sich um einen Pilz, der in Mittel- und Südamerika vorkommt. Der konvexe Hut weist einen Durchmesser zwischen 10 und 17 Millimetern auf, die Färbung ist auffallend rot und weißlich gestreift. Es befinden sich zwischen 8 und 10 Lamellen entlang des Fruchtkörpers. Der dünne Stiel misst 3–4 Zentimeter mit rötlicher bis bräunlicher Farbe. Die Sporen messen 7 bis 19 × 3,5 bis 4 Mikrometer.

## Ökologie und Verbreitung
In seinem Verbreitungsgebiet wächst Marasmius tageticolor bevorzugt auf Zweigen und Nebenblättern und findet sich von Mexiko über die Karibik bis Brasilien.

## Trivia
Der Pilz wird im Aufbauspiel Satisfactory unter dem Namen „Speckpilz“ (bacon agaric) als Item zur Heilung verwendet.